# جان چارلز بکویث
جان چارلز بکویث (انگلیسی: John Charles Beckwith; ۲ اکتبر ۱۷۸۹ – ۱۹ ژوئیهٔ ۱۸۶۲) مبلغ مذهبی و پرسنل نظامی اهل پادشاهی متحد بریتانیای کبیر و ایرلند بود.